# NGC 1210
NGC 1210 (другие обозначения — ESO 480-31, AM 0304-255, PGC 11666) — линзообразная галактика (SB0) в созвездии Печь.
Этот объект входит в число перечисленных в оригинальной редакции «Нового общего каталога».
Нейтральный водород в галактике образует «петлю», которая в проекции выглядит как кольцо. HI в NGC 1210 имеет большую массу, в центре и внешних областях имеет вид «оболочек», а также во внешних частях галактики имеется что-то, похожее на «приливный хвост». Эти особенности могут быть следствием крупного слияния галактик или множественных слияний.